# Adrapsa ambrensis
Adrapsa ambrensis là một loài bướm đêm trong họ Noctuidae.